# Microcrambon paphiellus
Espèce
Synonymes
- Crambus paphiellus Guenee 1862
- Crambus auronivellus Fryer, 1912

Microcrambon paphiellus est une espèce de lépidoptères (papillons) de la famille des Crambidae.
Elle existe uniquement à La Réunion et aux Seychelles.